# Philereme mediofasciata
Philereme mediofasciata là một loài bướm đêm trong họ Geometridae.